# Scopula paradelpharia
Scopula paradelpharia là một loài bướm đêm trong họ Geometridae.